# Il profumo
Il profumo (Das Parfum - Die Geschichte eines Mörders) è un romanzo di Patrick Süskind del 1985.
Ha ottenuto un successo mondiale, diventando un best seller da 20 milioni di copie, tradotto in più di 40 lingue.
Nel 2006 ne è stato tratto il film Profumo - Storia di un assassino, diretto da Tom Tykwer e interpretato da Ben Whishaw, Dustin Hoffman e Alan Rickman.

## Trama
Il romanzo narra la vita di Jean-Baptiste Grenouille, nella Francia del XVIII secolo. Nato nel quartiere più povero e maleodorante di Parigi, Grenouille è dotato di un olfatto sovrumano, ma è completamente privo di un proprio odore, nonché incapace di provare qualunque sentimento umano.
Abbandonato tra i rifiuti subito dopo la nascita dalla madre, che per questo viene condannata a morte, Grenouille viene trasferito in un orfanotrofio gestito dalla bambinaia Madame Gaillard, dove cresce completamente disinteressato alla compagnia umana, ma affascinato dalla moltitudine di odori che il suo potentissimo olfatto riesce a sentire. Venduto poi ancora bambino a una conceria, Grenouille cresce lavorando in condizioni miserabili.
Ormai ragazzo, una notte Grenouille capta il profumo di una ragazza e, anziché provare il disgusto che normalmente gli causano gli odori umani, lo trova sublime, e uccide la ragazza per poi annusarla voracemente. Decide così che il suo scopo nella vita è diventare un esperto nel campo degli odori e, a questo proposito, riesce a farsi assumere come apprendista nella profumeria di Giuseppe Baldini, dal quale si lascia sfruttare, creando, grazie al suo straordinario olfatto, magnifici profumi che Baldini vende spacciando per proprie creazioni. In cambio Baldini gli insegna le tecniche dell'arte della profumeria.
Ottenuto il diploma di garzone, Grenouille decide di dirigersi a Grasse, dove, come ha appreso da Baldini, si fa uso nel campo della profumeria di tecniche più avanzate della semplice distillazione, tecnica che già padroneggia. Il suo viaggio, tuttavia, si interrompe quando giunge nei pressi della montagna Plomb du Cantal: accortosi della totale assenza di odori umani in questo luogo, decide di abitare in una caverna dentro la montagna, quasi sempre in uno stato di incoscienza, sognandosi creatore di un mondo costituito esclusivamente da profumi. Dopo sette anni, in seguito ad un incubo, in cui si rende conto per la prima volta di non avere un proprio odore personale, Grenouille decide quindi di lasciare la montagna.
Viene inizialmente accolto a Montpellier dal marchese de la Taillade-Espinasse, autore di bizzarre teorie pseudoscientifiche, che lo usa come cavia per le sue ricerche. Sempre a Montpellier, crea un profumo che simula l'odore dell'essere umano e si accorge che usandolo non viene evitato o ignorato dagli altri uomini per la sua assenza di odore, come succede normalmente. Inizia così a meditare (come atto di puro disprezzo verso gli uomini) la creazione di un profumo talmente meraviglioso che costringa l'umanità intera ad amarlo ed idolatrarlo.
Giunge infine a Grasse, dove trova lavoro presso il laboratorio di profumiere appartenente a Madame Arnulfi, dove, nonostante il lavoro massacrante e la paga minima, è lieto di apprendere l'arte dell'enfleurage, un metodo per estrarre l'odore degli oggetti tramite immersione nel grasso. A Grasse, Grenouille scopre la presenza di una fanciulla, Laure Richis, dotata di un profumo ancora migliore di quella uccisa a Parigi: decide che ella sarà l'ingrediente fondamentale del profumo meraviglioso che ha in mente di creare.
Nel corso dei mesi successivi si procura gli ingredienti accessori per il suo profumo, uccidendo ventiquattro ragazze e sottoponendo i loro corpi all'enfleurage, scatenando un'ondata di terrore a Grasse. Quando infine riesce a uccidere Laure e "completare" il profumo, Grenouille viene identificato e arrestato. Il giorno della sua esecuzione, però, dinanzi alle diecimila persone riunitesi ad assistere alla sua morte, Grenouille si presenta con addosso una sola goccia del suo profumo. Sotto l'effetto del profumo la folla dapprima si convince dell'innocenza di Grenouille e infine, inebriata dal fascino che scatena la visione di Grenouille, si abbandona ad un'orgia sfrenata. Perfino il padre di Laure subisce l'effetto del profumo di Grenouille e gli chiede di diventare suo figlio. Grenouille, tuttavia, non riesce a provare piacere di fronte all'amore che è riuscito a scatenare nelle persone, perché egli dal canto suo prova per gli uomini solo odio e ripugnanza.
Giunto alla conclusione di non provare più alcun interesse per la vita, ritorna a Parigi, nello stesso luogo dove era nato, dove, di fronte a un gruppo di malviventi, si versa addosso tutto quanto il profumo. Sotto l'effetto del profumo, consumati dal desiderio, i malviventi fanno a pezzi Grenouille e lo divorano.

## Edizioni

### Edizioni in italiano
- Patrick Süskind, Il profumo, Milano, TEA, 1988, ISBN 9788850213979.
- Patrick Süskind, Il profumo, Milano, TEADUE, 1992, ISBN 8878193526.
- Patrick Süskind, Il profumo, Milano, TEA, 2007, ISBN 9788850215157.

## Opere derivate
- Nel settembre 2006 è uscito l'adattamento cinematografico Profumo - Storia di un assassino, diretto da Tom Tykwer, con Ben Whishaw nel ruolo di Jean-Baptiste Grenouille, Dustin Hoffman nel ruolo di Giuseppe Baldini e Alan Rickman nel ruolo del sindaco Richis (si erano interessati all'idea anche Martin Scorsese e Stanley Kubrick, Ridley Scott e Miloš Forman, ma Süskind concesse la liberatoria solo nel 2001[2][3]).
- Tre canzoni sono basate su questa storia: Scentless Apprentice dei Nirvana (dall'album In Utero del 1993), Du riechst so gut del gruppo tedesco Rammstein e Scentist del gruppo sud coreano VIXX.
- Nel 2018 viene prodotta per ZDFneo la serie televisiva Profumo, ispirata al romanzo.